# Каранта, Маурисио
Маурисио Кара́нта (исп. Maurico Ariel Caranta; род. 31 июля 1978, Бель-Вилье, провинция Кордова) — аргентинский футболист и футбольный тренер, игравший на позиции вратаря.

## Биография
Каранта начал карьеру в клубе «Институто», за который провёл 139 матчей на рубеже XX и XXI веков. В 2005 году он перешёл в мексиканский клуб «Сантос Лагуна», где стал твёрдым игроком основы и провёл 47 матчей в 2005 и 2006 годах.
10 февраля 2007 года дебютировал за «Боку Хуниорс» в игре против «Банфилда» (4:0). Каранта был основным вратарём «Боки» в 2007—2008 годах. Вместе с «генуэзцами» победил в розыгрыше Кубка Либертадорес 2007 года. В декабре того же года участвовал в розыгрыше клубного чемпионата мира, в котором «Бока» дошла до финала, но уступила «Милану» 2:4.
В начале 2009 года из-за конфликта с тренером «Боки» Карлосом Иския был отчислен из команды, но на протяжении нескольких месяцев продолжал пребывать в заявке клуба. Это событие послужило катализатором возвращения в «Боку» на тот момент вратаря сборной Аргентины Аббондансьери. В конце марта было объявлено о подписании Карантой контракта с «Ланусом».
В 2012—2015 годах Каранта выступал за «Росарио Сентраль», которому помог в 2013 году вернуться в Примеру. В 2016 году вместе с «Тальересом» из Кордовы Каранта в четвёртый раз в карьере выиграл Примеру B Насьональ и добыл путёвку в высший дивизион.

## Достижения
- Чемпион Аргентины (1): 2008 (Апертура)
- Чемпион Второго дивизиона Аргентины (4): 1999, 2004, 2013, 2016
- Обладатель Кубка Либертадорес (1): 2007
- Обладатель Рекопы (1): 2008